# Vasílievka (Novorosíisk, Krasnodar)
Vasílievka (del ruso: Васильевка) es un seló del ókrug urbano Ciudad de Novorosíisk, en el krai de Krasnodar de Rusia. Está situado a orillas del río Ozereika, en la península de Abráu, 8.5 km al noroeste del centro de Novorosíisk y 108 km al suroeste de Krasnodar, la capital del krai. Tenía 437 habitantes en 2010
Pertenece al raión Primorski del ókrug urbano de Novorosíisk.

## Servicios sociales
En la localidad hay un puesto de atención médica.